# Mugardos (kommunhuvudort)
Mugardos är en kommunhuvudort i Spanien.   Den ligger i provinsen Provincia da Coruña och regionen Galicien, i den nordvästra delen av landet, 500 km nordväst om huvudstaden Madrid. Mugardos ligger 27 meter över havet och antalet invånare är 5 514.
Terrängen runt Mugardos är kuperad norrut, men söderut är den platt. Havet är nära Mugardos åt sydväst. Runt Mugardos är det tätbefolkat, med 343 invånare per kvadratkilometer. Närmaste större samhälle är A Coruña, 15,1 km sydväst om Mugardos. I omgivningarna runt Mugardos växer i huvudsak blandskog.